# Sauveterrià
El sauveterrià és el nom que rep un poble prehistòric de la zona de França que va viure entre el 8000 aC i el 7000aC amb una cultura pròpia del Mesolític. Les seves eines es caracteritzen per l'abundància de triangles i trapezis per formar puntes per a armes (fletxes) o estris quotidians. La decoració es basa en els mateixos motius geomètrics, diferents a les sanefes de pobles més orientals.